# Quán Đào
Quán Đào (chữ Hán giản thể: 馆陶县, âm Hán Việt: Quán Đào huyện) là một huyện thuộc địa cấp thị Hàm Đan, tỉnh Hà Bắc, Cộng hòa Nhân dân Trung Hoa. Huyện này có diện tích 456 ki-lô-mét vuông, dân số 290.000 người. Mã số bưu chính của Quán Đào là 057750. Chính quyền huyện đóng ở trấn Quán Đào. Về mặt hành chính, huyện Quán Đào được chia thành 4 trấn, 4 hương.
- Trấn: Quán Đào, Ngụy Tăng Trại, Phòng Trại, Sài Bảo.
- Hương: Nam Từ Thôn, Lộ Kiều, Vương Kiều, Thọ Sơn Tự.